# Guglielmo de' Pazzi
Guglielmo de' Pazzi, signore di Civitella (Firenze, 6 agosto 1437 – 6 luglio 1516), è stato un politico italiano, esponente della famiglia fiorentina dei Pazzi.

## Biografia
Nato il 6 agosto 1437 da Antonio de' Pazzi e Nicolosa degli Alessandri, si sposò nell'agosto del 1459 con Bianca de' Medici, la sorella di Lorenzo il Magnifico, suggellando così l'alleanza tra le due ricche famiglie (che sarebbe presto venuta meno in seguito alla Congiura dei Pazzi). La sua carriera politica fu in veloce ascesa: Priore di Libertà nel 1467, membro degli VIII di Guardia e Balìa nel 1469, Ufficiale di Monte nel 1471 e Console di zecca nel 1475. 
Nel 1478, grazie a vari appoggi interni ed esterni a Firenze, alcuni suoi familiari ordirono la congiura contro i Medici, dove fu assassinato Giuliano de' Medici, mentre Lorenzo il Magnifico si salvò miracolosamente. I protagonisti della congiura furono suo zio Jacopo de' Pazzi e suo fratello Francesco, che trascinarono nella rovina tutta la famiglia, servendosi proprio di Guglielmo e della sua parentela con i Medici per avvicinarsi ai due fratelli, signori di fatto di Firenze, e colpirli a tradimento. 
Sebbene Guglielmo fosse stato estraneo alla triste vicenda, fu esiliato da Firenze con tutta la famiglia ed escluso da qualsiasi carica politica per più di quindici anni.
Solo nel 1495 lo troviamo di nuovo in città con qualche ruolo politico: Accoppiatore, poi Commissario a Tortona e ambasciatore presso Re Carlo VIII di Francia (1495), Vicario del Mugello nel 1497 e Vicario di Scarperia nel 1498, tuttavia scappò nuovamente dalla città dopo l'insurrezione antimedicea del 1498, in quanto non abbiamo altre notizie di suoi incarichi fino al 1501. In quell'anno, fu commissario in campo contro i pisani in rivolta e commissario di milizia fiorentina, poi Commissario in Val di Chiana e Arezzo nel 1502. Nel 1513, riuscì a diventare Gonfaloniere di Giustizia, la più alta carica della Repubblica Fiorentina, e in seguito poté usufruire delle rendite ottenute dalla sua attività di mercante e banchiere per comprare il feudo di Civitella di Romagna.
Rimasto vedovo di Bianca nel 1505, morì il 6 luglio 1516, a 78 anni.

## Discendenza
Guglielmo ebbe dalla moglie Bianca de' Medici sedici figli, di cui nove maschi e sette femmine: 
- Antonio (1460), morto infante;
- Giovanna, sposò Tommaso Monaldi nel 1471;
- Contessina, sposò il 19 gennaio 1476[2] Giuliano di Francesco di Alamanno Salviati (1448-1512);
- Antonio (1462-1528), ambasciatore e uomo politico, Gonfaloniere di Giustizia nel 1521, secondo Signore di Civitella;
- Alessandra (1465), sposò nel 1483 Bartolomeo Buondelmonti (1438-1515);
- Cosimo (1466-1513) arcivescovo di Firenze dal 1508 fino alla morte;
- Piero (1468), morto infante;
- Lorenzo Alessandro (1470-1535), mercante, amante delle arti e latinista;
- Cosa, sposò Francesco di Luca Capponi;
- Renato, mercante d'oreficeria;
- Lorenzo, uomo politico e ambasciatore;
- Luigia, sposò Folco di Edoardo Portinari nel 1494;
- Maddalena, sposò Ormanozzo Deti nel 1497;
- Alessandro (1483-1530), ambasciatore, letterato e grecista;
- Lucrezia, sposata dapprima a Carlo Cattani da Diacceto e poi (1500) a Pietro di Braccio Martelli; fu madre di Braccio Martelli e nonna di Antonio Martelli;
- Giuliano (1486-1517), dottore in legge, abate e canonico della Metropolitana di Firenze.